# Сословие

Священник, рыцарь и простолюдин (книжная иллюстрация, Франция, XIII век).

Сосло́вие, поэтическое и устаревшее Сосло́вье — социальная группа, члены которой занимают определённое правовое положение: их состав, привилегии и обязанности часто определяются законом; принадлежность к сословиям, как правило, передаётся по наследству, крайне редкими путями приобретается (например путём мезальянса).
Сословное деление было характерно для средневековой Европы, и обычно включало аристократию, священников и общинников (мирян, простолюдинов). В ряде государств последние разделялись на бюргеров (буржуа, мещан) и крестьян. Первые законодательные собрания Европы базировались на сословном принципе; характерными примерами являлись трёхпалатные Генеральные штаты во Франции и Шотландии, а также двухпалатный парламент Англии. В России сословия просуществовали до 12 ноября 1917 года.

## Этимология
В древнерусском литературном языке слово «сословие» начинает встречаться в списках XVI века (иногда с памятников XIII—XIV веков). М. Р. Фасмер связывает церкославнославянский термин «сословие» с греческим «σύλλογος» «сонм, собрание»: συν-+λόγος. Предположительно, до XVII века слово «сословие» принадлежало торжественному церковно-книжному стилю и не выражало общественно-политического значения.

## Виды и типы
В литературе выделяли следующие виды и типы сословий:
- служилое[2], например — дружина[3], дворянство[4];
- военное, например — рыцарство[5], казаки (в Российской империи)[6];
  - военно-служилое;
- землевладельческое[5], например — рыцарство[5] шляхта[7];
- высшее правящее[4];
- среднее[8];
- и так далее. Авторы выделяют следующие сословия по государствам, странам (краям, регионам), обществам:

## Сословия у Платона
Сословия описаны Платоном в VIII книге «Государства». Все население в таком государстве разделено Платоном на три сословия:
- правители-философы
- воины-стражи
- демиурги

## СословияДревнего Рима
- Нобилитет
- Патриции
  - Сенаторы
  - Эквиты
- Плебеи

## Франция
Так называемый «Старый режим» во Франции (то есть существовавший до революции) разделял общество на три сословия: первое (священники), второе (аристократы) и третье (все остальные).
- Первое сословие — те, кто молятся, в него входили все священники. В обязанности Первого сословия входили: регистрация браков, рождений и смертей, сбор десятины, осуществление духовной цензуры книг, исполнение обязанностей моральной полиции и помощь бедным. Духовенство владело 10-15 % земель во Франции; они не облагались налогом. Общая численность Первого сословия на 1789 год оценивалась в 100 тыс. чел, из которых около 10 % принадлежали к высшему духовенству. Существовавшая во Франции система наследования старшему сыну приводила к тому, что младшие сыновья зачастую становились священниками.
- Второе сословие — те, кто воюют, аристократия. В неё входило всё дворянство от рыцарей до членов королевской семьи, за исключением самого монарха. Нобилитет разделялся на «аристократов плаща» («мантии»), представлявших юстицию и гражданскую службу, и «аристократов меча» («шпаги»). Численность аристократов составляла около 1 % населения; они были освобождены от трудовой повинности на строительство дорог, а также от ряда налогов, в частности, габель (налог на соль), и традиционный налог талья. К особым привилегиям аристократов относились право ношения меча и право на фамильный герб. Также аристократы собирали налоги с третьего сословия, опираясь на традиционную феодальную систему.
- Третье сословие — те, кто работают, в него входили люди, которые работают сами: крестьяне, рабочие, ремесленники, буржуазия. Представители этого сословия были обязаны платить налоги, и составляли на 1789 год около 96 % населения.

Традиционным сословно-представительным органом во Франции являлись трёхпалатные Генеральные Штаты, впервые учреждённые Филиппом IV в 1302 году. Постепенное нарастание экономического влияния Третьего сословия привело к тому, что в 1789 власть перешла к однопалатной Национальной ассамблее (17 июня), затем — к Национальной Конституционной ассамблее (9 июля). Фактически, представители Третьего сословия в Генеральных Штатах провозгласили себя Национальной Ассамблеей, которая, по их утверждениям, являлась представительством не сословия, но всего народа. Несмотря на то, что ряд аристократов, в частности, маркиз де Лафайет, поддержали отмену традиционной системы, налоговые льготы для привилегированных сословий были отменены.
Также, как отмечает Сусанна Карленовна Цатурова: "Как и всякая иная профессиональная группа, французское чиновничество оформилось в особую социальную группу, в корпорацию и даже в «четвёртое сословие», которое власти даже пытались включить в структуру Штатов на правах отдельной палаты. При этом чиновники всячески приуменьшали значимость собраний Штатов, пытаясь присвоить себе роль «рупора общественного мнения», особенно когда власти предпочитали обходиться без созыва сословных собраний. Такова была специфика расклада политических сил именно во французском монархическом государстве".

## Великобритания
В Английском королевстве вплоть до настоящего времени сохраняется формальное разделение на дворянство (англ. lord temporal, буквально «владыки мирские»), высшее духовенство (англ. lord spiritual, «владыки духовные») и общинников (англ. commoners). Низшее духовенство при этом считается входящим в сословие общинников.
В Шотландии исторически сословия представлялись в Генеральных Штатах Шотландии — совещательном органе, предшествовавшем Парламенту Шотландии и сохранившемся вплоть до Акта об Унии 1707 года. До настоящего времени сохраняется церемониальное деление на священство (англ. clergy), дворянство (англ. nobility) и комиссаров от королевских бургов (англ. burghs).

## Сословия в российском обществе

### Русское государство
Наивысшим сословием Древней Руси были князья. Впрочем, через некоторый промежуток времени православное духовенство, приобретая всё больше земельной собственности (вотчины), и обеспечивая идеологическое обслуживание власти, добивается также особого положения. Дружина, имея корпоративную военную силу, также пользовалась определёнными привилегиями.
Для периода Русского государства характерно разделение сословий на «тяглые» (обязанные государству повинностями и податями) и «служилые» (обязанные службой).
Привилегированным классом являлась традиционная аристократия, бояре; низшие слои аристократии назывались дворянами и «детьми боярскими». К числу других служилых сословий относились стрельцы, городовые казаки, пушкари и так далее.
К тяглым сословиям в Московском царстве относились тяглые крестьяне и посадские люди.
Низший слой населения составляли несвободные люди, которые именовались холопами и смердами. Последние составляли особую категорию — крепостные крестьяне, которые, в свою очередь, подразделялись на три группы:
- свободные;
- прикрепленные;
- несвободные.

### Российская Империя
В России со 2-й половины XVIII века утвердилось сословное деление на:
- Дворянство, делилось на потомственное и личное;
  - Обер-офицерские дети
- Духовенство;
- Почётные граждане;
- Купечество;
- Мещанство;
- Войсковые обыватели (1765—1866);
- Казаки[6];
- Крестьянство, это сословие делилось на лично свободных однодворцев и черносошных крестьян, а также на зависимых от феодалов удельных и крепостных крестьян;
- Разночинцы.

С введением Петром Великим Табели о рангах стало возможным получение дворянства недворянами; для этого было достаточно получить чин низшего, XIV класса (на военной службе — потомственного дворянства; на гражданской службе, а после 1845 года — и на военной — личного, потомственное же давалось лишь с VIII класса). С целью сдержать массовый приток недворян, с 1856 года планка повышается до IX класса. С той же целью в 1832 году вводится сословие почётных граждан, получавших ряд дворянских привилегий (в частности, свобода от телесных наказаний), но, вместе с тем, не получавших даже личного (не говоря уж о потомственном) дворянства.
Русское православное духовенство традиционно разделялось на белое (приходское), и чёрное (монашествующее).
Купечество также пользовалось рядом привилегий, и с конца XVIII века было разделено на три гильдии, членство в которых определялось размером капитала.
Русское крестьянство в сословной системе разделялось на ряд категорий:
- государственные крестьяне, проживавшие на землях, принадлежавших государству;
- монастырские крестьяне;
- помещичьи крестьяне;
- удельные крестьяне, проживавшие на землях, принадлежавших императорской фамилии;
- посессионные (приписные крестьяне), приписанные к определённым заводам;
- однодворцы;
- белопашцы.

Те, кто не относился ни к одному сословию, назывались разночинцами (юридически не вполне оформленная категория населения в Российском государстве XVII—XIX вв. и не принадлежащая ни к одному из установленных сословий: не приписанное ни к дворянству, ни к купечеству, ни к мещанам, ни к цеховым ремесленникам, ни к крестьянству, не имевшее личного дворянства или духовного сана).
После отмены крепостного права произошли существенные изменения в общественном строе страны:
- дворянство потеряло бесплатную рабочую силу;
- духовенство получило больше привилегий-освобождение от службы в армии, освобождение от телесных наказаний, преимущественное право на получение образования.

Декрет ВЦИК и СНК (РСФСР) от 11 ноября 1917 года «Об уничтожении сословий и гражданских чинов» ликвидировал все сословные привилегии и ограничения и провозгласил равенство граждан.